# Bürgermeister
Ein Bürgermeister – in der Schweiz meist Stadt- oder Gemeindepräsident – leitet die Verwaltung einer Kommune und vertritt diese (auch rechtlich) nach außen. Er wird je nach Staat direkt von den Bürgern bzw. Einwohnern oder indirekt von der betreffenden Kommunalvertretung (bspw. Gemeinderat oder Gemeindevertretung) gewählt.

## Deutschland
Von den etwa 10.788 Kommunen in Deutschland werden nur 40 % durch einen hauptamtlichen Bürgermeister verwaltet. Die anderen 60 % sind kleine Kommunen in ländlichen Räumen, die meistens in einen übergeordneten Gemeindeverband eingegliedert sind.
In größeren Städten Deutschlands gibt es mehrere Bürgermeister (zum Beispiel Baubürgermeister, Sozialbürgermeister), die einem Oberbürgermeister beigeordnet und meist für spezielle Aufgabengebiete verantwortlich sind.
Man unterscheidet üblicherweise bei dem Begriff Bürgermeister bzw. Oberbürgermeister zwischen dem Amtsinhaber als Person (dem sogenannten Organwalter) und dem Bürgermeister als Organ im Sinne einer rechtlich geschaffenen Einrichtung eines Verwaltungsträgers. Als Organ ist der Bürgermeister bzw. Oberbürgermeister institutionell Behörde der Gemeinde. In seiner Funktion als Behörde nimmt der Bürgermeister Aufgaben der öffentlichen Verwaltung wahr und ist insoweit Teil der Exekutive (vgl. u. a. § 1 Abs. 4 VwVfG).
Der Begriff Erster Bürgermeister wird in Hamburg für den Regierungschef benutzt und in großen Kreisstädten und Stadtkreisen in Baden-Württemberg für den Stellvertreter des Oberbürgermeisters. Besonderheiten wie in den Stadtstaaten und Hansestädten siehe bei den jeweiligen Ländern weiter unten.

### Geschichte
Seit dem 13. Jahrhundert standen Bürgermeister an der Spitze des Stadtrats, des Organs der Bürgerschaft zur Selbstverwaltung. Im Mittelalter war neben der mittelhochdeutschen Amtsbezeichnung burge(r)meister das noch ältere lateinische magister civium in allgemeinem Gebrauch. Meist waren zwei Bürgermeister vorhanden, oft auch mehrere. Einer hatte den Vorsitz im Stadtrat, und alle vollzogen ursprünglich nur dessen Beschlüsse. Allmählich wuchs ihnen die Aufgabe der gesamten Selbstverwaltung zu. Sie erhielten die Polizeigewalt und oft auch die Gerichtsbarkeit in Bagatellsachen (vgl. Bezeichnung Marktrichter in der ungarischen Verwaltung in der k. u. k. Monarchie). Die ursprüngliche Unterordnung unter einen herrschaftlichen Vogt oder Schultheiß wich in der Regel bald einem Nebeneinander. Die Bürgermeister wurden aus dem Kreis der Patrizier oder aus den Zünften vom Stadtherrn ernannt oder vom Stadtrat gewählt. Im 17. und 18. Jahrhundert wurde die Wahl nach und nach zur Formsache. Die Bürgermeister waren nunmehr vom Stadtherrn ernannte Beamte (die Reichsstädte bildeten jedoch eine Ausnahme). Im Laufe des 19. Jahrhunderts wurden die Bürgermeister als Gemeindevorsteher wieder gewählt.
Auch die Dorfgemeinde hatte Verwaltungsfunktionen und übte die niedere Gerichtsbarkeit aus. Die Bürgermeister (auch Dorfmeister, Bauermeister) waren in den meisten Fällen zunächst Gemeindeschreiber und -rechner und dem Schultheißen oder dem Heimberger untergeordnet. Im Verlauf der frühen Neuzeit setzte sich der Bürgermeister in vielen Gemeinden als der wichtigste Amtsträger durch. Im Zug dieser Entwicklung erlosch das Schultheiß- oder Heimbergeramt meist vollkommen.

### Aufgaben als ehren- und hauptamtlicher Bürgermeister
Der Bürgermeister hat entsprechend der jeweiligen Gemeindeordnung unterschiedliche Aufgaben:
- Er ist der Vorsitzende des Stadtrats (ausgenommen in Schleswig-Holstein und Hessen; in Niedersachsen kann er auch Ratsvorsitzender sein, in aller Regel wird hierfür ein Ratsmitglied gewählt).
- Er ist der Leiter der Stadtverwaltung.
- Er ist für die Vorbereitung und Umsetzung der Beschlüsse und des Haushalts verantwortlich.
- Er ist der gesetzliche Vertreter der Gemeinde (in Schleswig-Holstein und Hessen nur in Abgrenzung zur Gemeindevertretung und gemeinsam mit dem Bürgervorsteher bzw. Stadtpräsidenten[5] zur öffentlichen Repräsentation).
- Er ist der Dienstvorgesetzte der Mitarbeiter der Gemeindeverwaltung und legt die Verwaltungsstruktur fest.
- Er ist für die sachgerechte Erledigung der Pflichtaufgaben nach Weisung (bspw. Bau- und Gewerbeaufsicht, Meldewesen, Wohnungsbauförderung) sowie der Auftragsangelegenheiten (Standesämter, Untere Verkehrsaufsicht, Wahlen) verantwortlich,
- Er ist bei Kommunal-, Landtags-, Bundestags- und Europawahlen qua Amt Gemeindewahlleiter bzw. Gemeindewahlbehörde und für die Vorbereitung und Durchführung einer jeden Wahl im Gemeindegebiet verantwortlich.
- Er kann mit entsprechender Fortbildung als Eheschließungsstandesbeamter bestellt werden, wenngleich mit weniger Befugnissen als hauptamtliche Standesbeamte[6].

### Aufgaben als Oberbürgermeister und Regierender Bürgermeister
In den meisten größeren, vor allem in kreisfreien Städten, gibt es in Deutschland einen Oberbürgermeister sowie einen oder mehrere Beigeordnete, die gelegentlich die Amtsbezeichnung Bürgermeister führen. Der Regierende Bürgermeister von Berlin, der Erste Bürgermeister von Hamburg und der Präsident des Senats der Freien Hansestadt Bremen mit der Amtsbezeichnung Bürgermeister (Art. 114 der Landesverfassung) entsprechen zusätzlich den Ministerpräsidenten der anderen Länder, sind deshalb gleichzeitig Mitglied im Bundesrat und können turnusgemäß Stellvertreter des Bundespräsidenten sein.
Neben den gemeindlichen Aufgaben (Gemeinde und Gemeindeverbände), fallen einem Bürgermeister in einer kreisfreien Stadt also jene Aufgaben zu, die dem Landrat (Kreisverwaltung) obliegen. Weiter fallen einem Bürgermeister in Stadtstaaten jene Aufgaben (Landesregierung) zu, die dem Ministerpräsidenten bzw. einer Landesregierung obliegen. In den anderen Bundesländern kann die Amtsbezeichnung Bürgermeister auch lediglich eine stellvertretende oder ehrenamtliche Funktion bezeichnen, die nur mit wenigen Aufgaben und Kompetenzen verbunden ist.

### Kontrolle, Aufsicht und Dienstvorgesetzter
Ein Bürgermeister samt seiner Gemeindeverwaltung unterstehen je nach Bundesland einer unterschiedlichen geregelten Kontrolle und Aufsicht. Jedes Mitglied einer schleswig-holsteinischen Gemeindevertretung verfügt beispielsweise über ein umfangreiches Akteneinsicht- und Auskunftsrecht, welches es beim Bürgermeister direkt geltend machen kann. Haben Mitglieder der Gemeindevertretung bei Personalentscheidungen mitzuwirken, so muss der Bürgermeister auch hier Auskunft erteilen und beispielsweise Einsicht in die Personalakte gewähren.
Über das Organ Bürgermeister ist die Kommunalaufsicht eines jeden Bundeslandes zuständig. Sie kann im Ernstfall von der Ersatzvornahme Gebrauch machen, um eine zuvor erlassene Anordnung selbst und auf Kosten der Gemeinde durchzuführen, wenn der Bürgermeister dieser nicht nachgekommen ist. Für solche Fälle kann auf Zeit ein Beauftragter der Kommunalaufsicht das Organ Bürgermeister ersetzen.
In Schleswig-Holstein wird – schwächer als in anderen Bundesländern mit Magistratsverfassung – durch § 45 b Abs. 5 Gemeindeordnung klargestellt, dass der Bürgermeister als reiner Verwaltungschef handelt. Darin ist beschrieben, dass der Hauptausschuss einer jeden Gemeindevertretung die Stellung eines Dienstvorgesetzten ohne Disziplinarrecht gegenüber dem Bürgermeister einnimmt. Dies war Teil einer Reform weg von der ursprünglichen Magistratsverfassung. Das Recht der Abwahl durch die Gemeinde bzw. Gemeindevertretung blieb davon unberührt. 

### Länder
Die Bürgermeister sind je nach Bundesland, nach Größe der Gebietskörperschaft und gegebenenfalls nach Funktion (zum Beispiel Zweiter Bürgermeister, ehrenamtlicher Bürgermeister) in Deutschland in unterschiedlichen Besoldungsgruppen; die Rechtsgrundlagen sind verschieden benannt (in Nordrhein-Westfalen: Eingruppierungsverordnung). Der Oberbürgermeister von München ist in Besoldungsgruppe B 11 der Besoldungsordnung B eingruppiert.

#### Baden-Württemberg
Der Bürgermeister in Baden-Württemberg ist qua Amt Vorsitzender des Gemeinderates und Leiter der Gemeindeverwaltung. Er vertritt die Gemeinde nach außen. Die Amtszeit beträgt acht Jahre. Das baden-württembergische Kommunalrecht folgt dem Modell der Süddeutschen Ratsverfassung.

#### Bayern
In Bayern wird der erste Bürgermeister (amtliche Bezeichnung: „erster Bürgermeister“ oder „erste Bürgermeisterin“) und seit 1908 auch der Oberbürgermeister (amtliche Bezeichnung: „Oberbürgermeister“ oder „Oberbürgermeisterin“) von den Bürgern einer Gemeinde direkt gewählt.
Die Amtszeit beträgt sechs Jahre (Art. 41 Abs. 1, 42 Abs. 1 S. 1 GLKrWG). Zur Wahl ist eine absolute Mehrheit der gültigen Stimmen notwendig. Wird diese im ersten Wahlgang von keinem der Kandidaten erreicht, findet eine Stichwahl zwischen den beiden Bewerbern mit den meisten Stimmen statt. Die Rechtsgrundlage hierfür ist das Bayerische Gemeinde- und Landkreiswahlgesetz (Art. 46 GLKrWG).
Der erste Bürgermeister vertritt die Gemeinde nach außen, führt den Vorsitz im Gemeinde-, Marktgemeinde- bzw. Stadtrat und vollzieht seine Beschlüsse. Er hat im Gemeinde-/Stadtrat volles Stimmrecht. In kreisfreien Gemeinden und in Großen Kreisstädten führt er die Bezeichnung „Oberbürgermeister“. In diesen Gemeinden und in kreisangehörigen Gemeinden mit mehr als 5.000 Einwohnern ist er Beamter auf Zeit (berufsmäßiger Bürgermeister). In kreisangehörigen Gemeinden, die mehr als 2.500, aber höchstens 5.000 Einwohner haben, ist der erste Bürgermeister grundsätzlich ebenfalls berufsmäßiger Bürgermeister, jedoch kann der Gemeinderat spätestens am 90. Tag vor einer Bürgermeisterwahl durch Satzung bestimmen, dass er Ehrenbeamter (ehrenamtlicher Bürgermeister) sein soll. In Gemeinden mit bis zu 2.500 Einwohnern ist der Bürgermeister grundsätzlich ehrenamtlich tätig, wenn nicht der Gemeinderat spätestens am 90. Tag vor einer Bürgermeisterwahl durch Satzung etwas anderes bestimmt. (Art. 34 BayGO)
Eine Gemeinde benötigt zwingend einen weiteren Bürgermeister, der vom Gemeinderat aus seinen Mitgliedern gewählt wird, und kann auf dieselbe Weise auch noch einen zweiten weiteren Bürgermeister wählen (Art. 35 Abs. 1 S. 1 BayGO). Die weiteren Bürgermeister sind grundsätzlich Ehrenbeamte, wenn nicht der Gemeinderat etwas anderes bestimmt (Art. 35 Abs. 1 S. 2 BayGO). Die Amtsbezeichnung der weiteren Bürgermeister lautet grundsätzlich „zweiter Bürgermeister“ bzw. „zweite Bürgermeisterin“ und ggf. „dritter Bürgermeister“ bzw. „dritte Bürgermeisterin“. Gibt es in der Gemeinde bzw. Stadt einen Oberbürgermeister, dann bezeichnet man die weiteren Bürgermeister abweichend hierzu als „Bürgermeister“ bzw. „Bürgermeisterin“ und sodann als „zweiter Bürgermeister“ bzw. „zweite Bürgermeisterin“.
Die gesetzlichen Grundlagen für die Rechtsstellung der Bürgermeister befinden sich in der Bayerischen Gemeindeordnung (BayGO) und in dem bayerischen Gesetz über kommunale Wahlbeamte (KWBG).

#### Brandenburg
In Brandenburg wird der Bürgermeister seit 1993 direkt gewählt. In den kreisfreien Städten (Brandenburg an der Havel, Cottbus, Frankfurt (Oder) und Potsdam) trägt er die Bezeichnung Oberbürgermeister. In amtsangehörigen Gemeinden ist der Bürgermeister ehrenamtlich tätig, in amtsfreien Gemeinden ist er hauptamtlicher Beamter auf Zeit. Der ehrenamtliche Bürgermeister wird zugleich mit der Gemeindevertretung auf fünf Jahre gewählt. Der hauptamtliche Bürgermeister oder Oberbürgermeister wird als hauptamtlicher Beamter auf Zeit auf die Dauer von acht Jahren gewählt. Zur Wahl ist eine absolute Mehrheit der gültigen Stimmen notwendig. Erzielt keiner der Kandidaten diese im ersten Wahlgang, kommt es zu einer Stichwahl der beiden Bewerber mit den meisten Stimmen. Diese Mehrheit muss jeweils mindestens 15 % der wahlberechtigten Personen umfassen. Erhält kein Bewerber diese Mehrheit, so wählt in diesem Fall die Vertretung den Bürgermeister oder Oberbürgermeister.
In den Ortsteilen von Städten und Gemeinden wird der Ortsvorsteher (vormals Ortsbürgermeister) vom Ortsbeirat aus dessen Mitte heraus gewählt.

#### Hessen
In Hessen sind die Kommunen nach der sogenannten Magistratsverfassung organisiert, die dem Bürgermeister auch nach der Einführung der Direktwahl im Jahr 1992 eine relativ schwache Stellung gegenüber der Gemeindevertretung gibt. Rechtsgrundlage ist die Hessische Gemeindeordnung (HGO).

#### Mecklenburg-Vorpommern
In Mecklenburg-Vorpommern wird der Bürgermeister seit 1999 direkt gewählt. In den beiden kreisfreien Städten Rostock und Schwerin sowie in den Großen Kreisstädten Greifswald, Neubrandenburg und Stralsund lautet die Amtsbezeichnung Oberbürgermeister. Das Stadtoberhaupt der Großen Kreisstadt Wismar trägt in hanseatischer Tradition den Titel Bürgermeister. Die Amtszeit beträgt nach dem Kommunalwahlrecht in hauptamtlich verwalteten Gemeinden mindestens sieben und höchstens neun Jahre; Näheres regelt die Hauptsatzung. Die Wahl findet unabhängig von der Wahl des Gemeinderats statt. In ehrenamtlich verwalteten Gemeinden ist die Amtszeit des Bürgermeisters an die Wahlperiode der Gemeindevertretung gebunden, sie dauert also fünf Jahre. Der direkt gewählte Bürgermeister kann nur durch Bürgerentscheid abberufen werden.

#### Niedersachsen
In Niedersachsen ist der Bürgermeister hauptamtlich tätig. In Samtgemeinden gilt das allerdings nur für den Samtgemeindebürgermeister; die Bürgermeister der Mitgliedsgemeinden sind ehrenamtlich tätig. In kreisfreien Städten, großen selbständigen Städten und den Städten Hannover und Göttingen trägt der Bürgermeister die Bezeichnung Oberbürgermeister. Der hauptamtliche Bürgermeister wird in repräsentativen Angelegenheiten durch stellvertretende Bürgermeister unterstützt, die ehrenamtlich tätig sind; in kreisfreien und großen selbständigen Städten, in Hannover und Göttingen führen diese Stellvertreter die Bezeichnung Bürgermeister. Der hauptamtliche Bürgermeister wird in Niedersachsen unmittelbar durch die Einwohner der Gemeinde/Stadt gewählt. Er ist nicht kraft seines Amtes Vorsitzender des Rates und kann seit Inkrafttreten des Niedersächsischen Kommunalverfassungsgesetzes am 1. November 2011 nach § 61 NKomVG auch nicht mehr dazu gewählt werden. Seine Amtszeit beträgt 8 Jahre; sie ist damit 3 Jahre länger als die der Mitglieder des Rates. Entsprechend müssen Wahlen zum Rat und für das Amt des Bürgermeisters nicht gleichzeitig erfolgen.
Die ehrenamtlichen Bürgermeister der Mitgliedsgemeinden von Samtgemeinden werden vom Rat auf die Dauer der Wahlperiode gewählt.

#### Nordrhein-Westfalen
In Nordrhein-Westfalen wird der Bürgermeister bzw. in kreisfreien Städten der Oberbürgermeister von den Bürgern in allgemeiner, unmittelbarer, freier, gleicher und geheimer Wahl gewählt. Der Gemeinderat wählt bis zu drei ehrenamtliche Stellvertreter, welche die Bezeichnung „Bürgermeister/Bürgermeisterin“ führen. Der Bürgermeister kann von den Bürgern der Gemeinde vor Ablauf seiner Amtszeit abgewählt werden. Der Bürgermeister leitet die Verwaltung und ist kommunaler Wahlbeamter auf Zeit. Sind Beigeordnete bestellt, bilden sie zusammen mit dem Bürgermeister und Kämmerer den Verwaltungsvorstand. Der Bürgermeister fungiert als Ratsvorsitzender. Die Gemeindeverwaltung ist mit allen öffentlichen Aufgaben der Stadt betraut und wird vom Oberbürgermeister geleitet.
Bis 1994 bestand eine Aufteilung in den Chef der Verwaltung und Vertreter der Kommune in allen Rechts- und Verwaltungsangelegenheiten (Oberstadt-, Stadt- bzw. Gemeindedirektor) und den ehrenamtlich tätigen Bürgermeister als Vorsitzenden des Rates. Dieses System war nach dem Zweiten Weltkrieg 1945 von der britischen Besatzungsmacht eingeführt worden. Es wurde auch als kommunale Doppelspitze bezeichnet. Nach Abschaffung der Doppelspitze wurden die Bürgermeister zunächst vom Rat gewählt.
Seit der Kommunalwahl 1999 erfolgte die Direktwahl der hauptamtlichen Bürgermeister in Städten und Gemeinden durch die Bürger für eine Amtszeit von fünf Jahren. Die Amtszeit wurde in dem Jahr 2007 mit dem Gesetz zur Stärkung der kommunalen Selbstverwaltung auf sechs Jahre verlängert, um die Wahl der Bürgermeister von der Wahl der Räte zu entkoppeln. Durch das Gesetz zur Stärkung der kommunalen Demokratie vom 9. April 2013 ist die Amtszeit wieder auf fünf Jahre verkürzt. Seit 2020 sind die Bürgermeisterwahlen mit den Wahlen der Stadt- und Gemeinderäte verbunden.

#### Rheinland-Pfalz
Die Gemeinden in Rheinland-Pfalz werden Ortsgemeinde genannt, soweit ihnen nicht die Stadtrechte verliehen sind und sie einer Verbandsgemeinde angehören. Der Vorsteher einer Ortsgemeinde wird als Ortsbürgermeister bezeichnet, der ehrenamtlich tätig ist. Ist die Gemeinde eine Stadt, so führt der Vorsteher die Amtsbezeichnung Stadtbürgermeister. Einer Verbandsgemeinde gehören mehrere Ortsgemeinden oder Städte an, der Leiter der Verbandsgemeindeverwaltung führt die Amtsbezeichnung Bürgermeister und ist hauptamtlich tätig. Verbandsfreie, aber kreisangehörige Gemeinden sind in der Regel Städte. Der Vorsteher einer solchen Gemeinde oder Stadt heißt unabhängig vom Typus der Gemeinde Bürgermeister (nicht etwa Stadtbürgermeister) und ist ebenfalls hauptamtlich tätig. Der Bürgermeister einer kreisfreien Stadt oder einer großen kreisangehörigen Stadt wird als Oberbürgermeister tituliert. Die Amtszeit der hauptamtlichen Bürgermeister dauert acht Jahre, die der ehrenamtlichen Bürgermeister entspricht der Wahlzeit des Gemeinderats (zurzeit fünf Jahre).

#### Saarland
Im Saarland ist die Wahl des Bürgermeisters im Kommunalselbstverwaltungsgesetz (§§ 54 ff. KSVG) geregelt. Er wird direkt von den Wahlberechtigten für die Dauer von zehn Jahren (§ 31 Abs. 2 KSVG) gewählt. Wer von den Bewerbern für das Bürgermeisteramt im ersten Wahlgang mehr als die Hälfte der abgegebenen und gültigen Stimmen erhält, ist Bürgermeister der Gemeinde. Sofern keiner der Kandidaten die erforderliche Mehrheit auf sich vereinigen kann, treten die beiden Kandidaten, die im ersten Wahlgang die meisten Stimmen auf sich vereinigen konnten, im entscheidenden zweiten Wahlgang gegeneinander an (§ 56 i. V. m. § 46 KSVG).

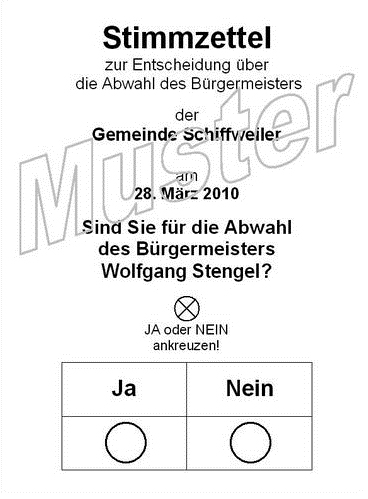
Muster des Stimmzettels zur Abwahl (2010)

Die Abwahl des Bürgermeisters muss vom Gemeinderat eingeleitet werden. Hierzu ist eine erste Abstimmung notwendig, in der ein entsprechender Antrag von mindestens der Hälfte der Mitglieder unterstützt wird (§ 58 KSVG). Sofern mehrheitlich für den Antrag votiert wurde, kann frühestens nach zwei Wochen ein Beschluss über den Antrag gefasst werden. Hier ist eine Zweidrittelmehrheit bei namentlicher Abstimmung notwendig. Nach erfolgreicher Beschlussfassung des Gemeinderats bedarf es einer Abwahl durch die Wahlberechtigten. Um den Bürgermeister aus dem Amt zu entfernen, bedarf es einer einfachen Mehrheit am Wahltag, wobei mindestens 30 % der Wahlberechtigten für eine Abwahl votieren müssen. Die Abwahl eines Bürgermeisters vor Ende der Amtszeit wurde im Saarland erst einmal erfolgreich durchgeführt.
Wolfgang Stengel, Bürgermeister der Gemeinde Schiffweiler, wurde am 29. März 2010 durch die Bekanntgabe des Wahlergebnisses offiziell als Bürgermeister abgewählt.

#### Sachsen
In Sachsen wird seit 1994 der Bürgermeister alle sieben Jahre direkt gewählt. In Kreisfreien Städten und Großen Kreisstädten führt der Bürgermeister die Bezeichnung Oberbürgermeister. In Gemeinden mit mehr als 5000 Einwohnern ist der Bürgermeister hauptamtlicher Beamter auf Zeit. In kleineren Gemeinden ist der Bürgermeister ehrenamtlich tätig, in Städten und Gemeinden mit mehr als 2000 Einwohnern (sofern diese weder einem Verwaltungsverband oder einer Verwaltungsgemeinschaft angehören) kann aber in der Hauptsatzung festgelegt werden, dass der Bürgermeister hauptamtlich tätig ist. Hauptamtliche Bürgermeister dürfen nur gewählt werden, wenn sie das 65. Lebensjahr noch nicht vollendet haben.
Unabhängig von der Größe der Gemeinde ist der Bürgermeister hauptamtlicher Beamter auf Zeit, wenn die Gemeinde erfüllende Gemeinde einer Verwaltungsgemeinschaft ist.
Größere Kommunen können, Kreisfreie Städte müssen einen oder mehrere Beigeordnete als Stellvertreter des Bürgermeisters haben. Die Beigeordneten werden vom Gemeinderat für eine Dauer von sieben Jahren gewählt, sie sind Wahlbeamte auf Zeit. In kleineren Kommunen werden meist zwei stellvertretende Bürgermeister vom Gemeinderat gewählt, die ehrenamtlich arbeiten.

#### Sachsen-Anhalt
In Sachsen-Anhalt wird der Bürgermeister seit 1994 direkt gewählt.

#### Schleswig-Holstein
In Schleswig-Holstein werden in hauptamtlich geführten Gemeinden und Städten die Bürgermeister direkt vom Volk für eine Amtszeit von sechs bis acht Jahren gewählt; die genaue Amtszeit wird in der Hauptsatzung der Gemeinde bzw. Stadt festgelegt. Wird eine Gemeinde nicht hauptamtlich, sondern ehrenamtlich verwaltet (in der Regel sind dies amtsangehörigen Gemeinden), so wird der Bürgermeister von der Gemeindevertretung oder in Gemeinden bis zu 70 Einwohnern von der Gemeindeversammlung gewählt.
In kreisfreien und in großen kreisangehörigen Städten kann die Stadtvertretung in der Hauptsatzung die Amtsbezeichnung Oberbürgermeister für den Bürgermeister vorsehen. In Lübeck blieb die Amtsbezeichnung Bürgermeister aus historischen Gründen erhalten, obwohl der Lübecker Bürgermeister von seinem Rang mit einem Oberbürgermeister vergleichbar ist.
Die Vertretung des Bürgermeisters ist in den Gemeinden und Städten unterschiedlich regelbar. In ehrenamtlich verwalteten Gemeinden gibt es meist zwei oder drei Stellvertreter. In Gemeinden ab 20.000 Einwohnern können hauptamtliche Stadträte dem Bürgermeister beigeordnet werden. Jedoch können auch ehrenamtliche Stellvertreter mit entsprechenden Amtsbezeichnungen hinzugewählt werden.

#### Thüringen
In Thüringen wird der Bürgermeister seit 1994 direkt für eine regelmäßige Amtszeit von sechs Jahren gewählt. In kreisfreien und Großen kreisangehörigen Städten führt er die Amtsbezeichnung Oberbürgermeister.

#### Stadtstaaten
In den Stadtstaaten haben die Bürgermeister die Funktion, die einem Ministerpräsidenten in den anderen Ländern vergleichbar ist. Sie sind Landes- und Stadtoberhaupt zugleich. Auch ihre Stellvertreter tragen den Titel Bürgermeister. Während in den Freien Hansestädten Bremen und Hamburg traditionell der Titel Bürgermeister statt Oberbürgermeister für das Staatsoberhaupt verwendet wird, entstand der Begriff Regierender Bürgermeister zunächst für das Landesoberhaupt von West-Berlin, nachdem 1948 ein Oberbürgermeister für Ost-Berlin eingesetzt worden war. 1991 erfolgte die Wahl eines Regierenden Bürgermeisters dann für Gesamt-Berlin.

##### Berlin
In Berlin ist der Regierende Bürgermeister Landes- und Stadtoberhaupt zugleich. Er wird vom Abgeordnetenhaus von Berlin gewählt. Er bildet mit den von ihm ernannten Senatoren (Ministern), denen je eine Senatsverwaltung (Ministerium) untersteht, den Senat von Berlin.
Unter dem Titel Bürgermeister ernennt er zwei Senatoren zu seinen Stellvertretern.
Die Verwaltungsvorsteher der Bezirksämter in den zwölf Bezirken Berlins tragen die Bezeichnung Bezirksbürgermeister.

##### Bremen
In der Freien Hansestadt Bremen ist der Bürgermeister und Präsident des Senats Landesoberhaupt und zugleich Oberhaupt der Stadt Bremen (nicht jedoch Bremerhavens). Der Präsident des Senats wird vom Landesparlament, der Bremischen Bürgerschaft, gewählt, die anschließend den weiteren Senat der Freien Hansestadt Bremen als Landesregierung wählt. Der Präsident des Senats und ein weiterer vom Senat aus den eigenen Reihen zu wählender Senator als sein Stellvertreter sind Bürgermeister (beide werden aus Tradition so offiziell bezeichnet).
Beide Bürgermeister sind zugleich Senatoren (Minister). Ihnen unterstehen wie den übrigen Senatoren verschiedene senatorische Behörden (Ministerium).
In der Seestadt Bremerhaven wird der Magistrat (Stadtrat), bestehend aus dem Oberbürgermeister, dem Bürgermeister (Stellvertreter) und den Magistratsmitgliedern, auf der Grundlage einer kommunalen Verfassung von der Stadtverordnetenversammlung gewählt.

##### Hamburg
In der Freien und Hansestadt Hamburg ist der Erste Bürgermeister Landes- und Stadtoberhaupt zugleich. Er wird vom Landesparlament, der Hamburgischen Bürgerschaft, gewählt. Er ernennt seinen Stellvertreter den Zweiten Bürgermeister und die übrigen Senatoren (Minister), die von der Bürgerschaft zu bestätigen sind. Diese bilden die Landesregierung, den Senat der Freien und Hansestadt Hamburg. Der Erste Bürgermeister ist Präsident des Senats. Der Zweite Bürgermeister ist zugleich Senator. Wie den übrigen Senatoren untersteht ihm eine Senatsbehörde (Ministerium).
Die Bezirksamtsleiter als Verwaltungsleiter eines der sieben Bezirksämter der Bezirke in Hamburg werden umgangssprachlich gelegentlich als Bezirksbürgermeister tituliert. Insbesondere in den ehemaligen selbständigen Städten, die nach Eingemeindung zu Hamburg 1938 ihre eigenen Bürgermeister verloren, ist dies manchmal der Fall.

### Übersicht
| Land                   | Art des Amtes                                                                                             | Amtsdauer                                            | Nominierung durch                                                             | Wahlverfahren 1. Wahlgang                                                  | Wahlverfahren 2. Wahlgang | Abwahl | Altersgrenzen             | Stellung                                                                  |  |
| ---------------------- | --- | ---------------------------------------------------- | ----------------------------------------------------------------------------- | -------------------------------------------------------------------------- | --- | --- | ------------------------- | ------------------------------------------------------------------------- |  |
| Baden-Württemberg      | ehrenamtlich (in der Regel weniger als 2000 Einwohner)                                                    | 8 Jahre                                              | Einzelbewerbung                                                               | absolute Mehrheitswahl                                                     | absolute Mehrheitswahl; Stichwahl: die beiden Kandidaten mit den meisten Stimmen im ersten Wahlgang | nein | mindestens 18 Jahre       | Leiter der Verwaltung und Vorsitzender des Gemeinderats                   |  |
| Baden-Württemberg      | hauptamtlich                                                                                              | 8 Jahre                                              | Einzelbewerbung                                                               | absolute Mehrheitswahl                                                     | absolute Mehrheitswahl; Stichwahl: die beiden Kandidaten mit den meisten Stimmen im ersten Wahlgang | nein | mindestens 18 Jahre       | Leiter der Verwaltung und Vorsitzender des Gemeinderats                   |  |
| Bayern                 | ehrenamtlich (in der Regel weniger als 5000 Einwohner)                                                    | 6 Jahre                                              | Parteien/Wählergruppen                                                        | absolute Mehrheitswahl                                                     | absolute Mehrheitswahl; Stichwahl: die beiden Kandidaten mit den meisten Stimmen im ersten Wahlgang | nein | mindestens 18 Jahre       | Leiter der Verwaltung und Vorsitzender des Gemeinderats                   |  |
| Bayern                 | | 6 Jahre                                              | Parteien/Wählergruppen                                                        | absolute Mehrheitswahl                                                     | absolute Mehrheitswahl; Stichwahl: die beiden Kandidaten mit den meisten Stimmen im ersten Wahlgang | nein | mindestens 18 Jahre       | Leiter der Verwaltung und Vorsitzender des Gemeinderats                   |  |
| Berlin                 | Regierender Bürgermeister                                                                                 | in der Regel 5 Jahre                                 | Fraktionen des Abgeordnetenhauses                                             | durch das Abgeordnetenhaus (absolute Mehrheitswahl)                        | durch das Abgeordnetenhaus (absolute Mehrheitswahl) | ja konstruktives Misstrauensvotum (absolute Mehrheitswahl) | mindestens 18 Jahre       | Regierungschef                                                            |  |
| Brandenburg            | ehrenamtlich (amtsangehörige Gemeinden)                                                                   | 5 Jahre                                              | Einzelbewerbung/Parteien/Wählergruppen                                        | absolute Mehrheitswahl und Zustimmungsquorum von 15 % der Wahlberechtigten | absolute Mehrheitswahl; Stichwahl: die beiden Kandidaten mit den meisten Stimmen im ersten Wahlgang und Zustimmungsquorum von 15 % der Wahlberechtigten (bei Nichterfüllung Wahl durch Gemeindevertretung) | ja durch Gemeindevertretung (Zweidrittelmehrheit) oder Bürger (gestaffeltes Quorum 25–15 %) einzuleiten; Bei Abstimmung Mehrheit und Zustimmungsquorum 25 % der Wahlberechtigten                                                             | mindestens 18 Jahre       | Vorsitzender der Vertretung                                               |  |
| Brandenburg            | hauptamtlich                                                                                              | 8 Jahre                                              | Einzelbewerbung/Parteien/Wählergruppen                                        | absolute Mehrheitswahl und Zustimmungsquorum von 15 % der Wahlberechtigten | absolute Mehrheitswahl; Stichwahl: die beiden Kandidaten mit den meisten Stimmen im ersten Wahlgang und Zustimmungsquorum von 15 % der Wahlberechtigten (bei Nichterfüllung Wahl durch Gemeindevertretung) | ja durch Gemeindevertretung (Zweidrittelmehrheit) oder Bürger (gestaffeltes Quorum 25–15 %) einzuleiten; Bei Abstimmung Mehrheit und Zustimmungsquorum 25 % der Wahlberechtigten                                                             | mindestens 18 Jahre       | Leiter der Verwaltung und Mitglied der Gemeindevertretung                 |  |
| Bremen                 | Bürgermeister (Präsident des Senats, Bremen)                                                              | in der Regel 4 Jahre                                 | Fraktionen der Bürgerschaft                                                   | durch die Bürgerschaft (absolute Mehrheitswahl)                            | durch die Bürgerschaft (absolute Mehrheitswahl) | ja konstruktives Misstrauensvotum (absolute Mehrheitswahl) | mindestens 18 Jahre       | Regierungschef                                                            |  |
| Bremen                 | Oberbürgermeister (Bremerhaven)                                                                           | 6 Jahre                                              | Fraktionen der Stadtverordnetenversammlung                                    | durch die Stadtverordnetenversammlung (absolute Mehrheitswahl)             | durch die Stadtverordnetenversammlung (absolute Mehrheitswahl) | Ja destruktives Misstrauensvotum (Zweidrittelmehrheit) | mindestens 18 Jahre       | Leiter der Verwaltung und Vorsitzender des Magistrats                     |  |
| Hessen                 | hauptamtlich                                                                                              | 6 Jahre                                              | Einzelbewerbung/Parteien Wählergruppen                                        | absolute Mehrheitswahl                                                     | absolute Mehrheitswahl; Stichwahl: die beiden Kandidaten mit den meisten Stimmen im ersten Wahlgang | ja durch Gemeindevertretung (Zweidrittelmehrheit) einzuleiten; bei Abstimmung Mehrheit und Zustimmungsquorum 30 % der Wahlberechtigten | mindestens 18 Jahre       | Leiter der Verwaltung und Vorsitzender des Gemeindevorstands              |  |
| Hamburg                | Erster Bürgermeister (Präsident des Senats)                                                               | in der Regel 5 Jahre                                 | Fraktionen der Bürgerschaft                                                   | durch die Bürgerschaft (absolute Mehrheitswahl)                            | durch die Bürgerschaft (absolute Mehrheitswahl) | ja konstruktives Misstrauensvotum (absolute Mehrheitswahl) | mindestens 18 Jahre       | Regierungschef                                                            |  |
| Mecklenburg-Vorpommern | ehrenamtlich (amtsangehörige Gemeinden)                                                                   | 5 Jahre                                              | Einzelbewerbung/Parteien Wählergruppen                                        | absolute Mehrheitswahl                                                     | absolute Mehrheitswahl; Stichwahl: die beiden Kandidaten mit den meisten Stimmen im ersten Wahlgang | ja durch Gemeindevertretung (Zweidrittelmehrheit) einzuleiten; Bei Abstimmung Zweidrittelmehrheit und Zustimmungsquorum ein Drittel der Wahlberechtigten                                                                                     | mindestens 18 Jahre       | Vorsitzender der Gemeindevertretung                                       |  |
| Mecklenburg-Vorpommern | hauptamtlich                                                                                              | 7–9 Jahre (Hauptsatzung)                             | Einzelbewerbung/Parteien Wählergruppen                                        | absolute Mehrheitswahl                                                     | absolute Mehrheitswahl; Stichwahl: die beiden Kandidaten mit den meisten Stimmen im ersten Wahlgang | ja durch Gemeindevertretung (Zweidrittelmehrheit) einzuleiten; Bei Abstimmung Zweidrittelmehrheit und Zustimmungsquorum ein Drittel der Wahlberechtigten                                                                                     | 18–60/64 (bei Wiederwahl) | Leiter der Verwaltung                                                     |  |
| Niedersachsen          | ehrenamtlich (Mitgliedsgemeinden von Samtgemeinden)                                                       | 5 Jahre                                              | Ratsmitglieder                                                                | durch Rat (absolute Mehrheitswahl)                                         | durch Rat (absolute Mehrheitswahl) | ja durch den Rat mit Zweidrittelmehrheit | mindestens 18 Jahre       | Vorsitzender des Rates                                                    |  |
| Niedersachsen          | hauptamtlich                                                                                              | 8 Jahre                                              | Einzelbewerbung/Parteien Wählergruppen                                        | absolute Mehrheitswahl                                                     | absolute Mehrheitswahl; Stichwahl: die beiden Kandidaten mit den meisten Stimmen im ersten Wahlgang | Ja durch Rat (3/4-Mehrheit) einzuleiten; Bei Abstimmung Mehrheit und Zustimmungsquorum 25 % der Wahlberechtigten | 23–67 Jahre               | Leiter der Verwaltung und Ratsmitglied                                    |  |
| Nordrhein-Westfalen    | hauptamtlich                                                                                              | 5 Jahre                                              | Einzelbewerbung/Parteien Wählergruppen                                        | absolute Mehrheitswahl                                                     | absolute Mehrheitswahl; Stichwahl: die beiden Kandidaten mit den meisten Stimmen im ersten Wahlgang | ja durch Rat (Zweidrittelmehrheit) oder Bürger (Quorum gestaffelt 20–15 %) einzuleiten; Bei Abstimmung Mehrheit und Zustimmungsquorum 25 % der Wahlberechtigten                                                                              | mindestens 23 Jahre       | Leiter der Verwaltung und Vorsitzender des Rates                          |  |
| Rheinland-Pfalz        | ehrenamtlich (verbandsangehörige Gemeinden)                                                               | 5 Jahre                                              | Einzelbewerbung/Parteien Wählergruppen                                        | absolute Mehrheitswahl                                                     | absolute Mehrheitswahl; Stichwahl: die beiden Kandidaten mit den meisten Stimmen im ersten Wahlgang | nein | mindestens 23 Jahre       | Vorsitzender des Gemeinderats                                             |  |
| Rheinland-Pfalz        | hauptamtlich                                                                                              | 8 Jahre                                              | Einzelbewerbung/Parteien Wählergruppen                                        | absolute Mehrheitswahl                                                     | absolute Mehrheitswahl; Stichwahl: die beiden Kandidaten mit den meisten Stimmen im ersten Wahlgang | Ja durch Gemeinderat (Zweidrittelmehrheit) einzuleiten; Bei Abstimmung Mehrheit und Zustimmungsquorum 30 % der Wahlberechtigten | 23–65 Jahre               | Leiter der Verwaltung und Vorsitzender des Gemeinderates                  |  |
| Saarland               | hauptamtlich                                                                                              | 10 Jahre                                             | Einzelbewerbung/Parteien Wählergruppen                                        | absolute Mehrheitswahl                                                     | absolute Mehrheitswahl; Stichwahl: die beiden Kandidaten mit den meisten Stimmen im ersten Wahlgang | ja durch Gemeinderat (Zweidrittelmehrheit) einzuleiten; Bei Abstimmung Mehrheit und Zustimmungsquorum 30 % der Wahlberechtigten | 25–65 Jahre               | Leiter der Verwaltung und Vorsitzender des Gemeinderats (ohne Stimmrecht) |  |
| Sachsen                | ehrenamtlich (in der Regel weniger als 5000 Einwohner)                                                    | 7 Jahre                                              | Einzelbewerbung/Parteien Wählergruppen                                        | absolute Mehrheitswahl                                                     | relative Mehrheitswahl, neuer Wahlgang; nur Kandidaten aus dem ersten Wahlgang | ja durch Gemeinderat (Dreiviertelmehrheit) oder Bürger (Quorum ein Drittel, kann in Städten mit mehr als 100.000 Einwohnern bis auf 1/5 gesenkt werden) einzuleiten; Bei Abstimmung Mehrheit und Zustimmungsquorum 50 % der Wahlberechtigten | 18–65 Jahre               | Leiter der Verwaltung und Vorsitzender des Gemeinderats                   |  |
| Sachsen                | hauptamtlich                                                                                              | 7 Jahre                                              | Einzelbewerbung/Parteien Wählergruppen                                        | absolute Mehrheitswahl                                                     | relative Mehrheitswahl, neuer Wahlgang; nur Kandidaten aus dem ersten Wahlgang | ja durch Gemeinderat (Dreiviertelmehrheit) oder Bürger (Quorum ein Drittel, kann in Städten mit mehr als 100.000 Einwohnern bis auf 1/5 gesenkt werden) einzuleiten; Bei Abstimmung Mehrheit und Zustimmungsquorum 50 % der Wahlberechtigten | 18–65 Jahre               | Leiter der Verwaltung und Vorsitzender des Gemeinderats                   |  |
| Sachsen-Anhalt         | ehrenamtlich (Mitgliedsgemeinden von Verwaltungsgemeinschaften und von Verbandsgemeinden)                 | 7 Jahre                                              | Einzelbewerbung                                                               | absolute Mehrheitswahl                                                     | absolute Mehrheitswahl; Stichwahl: die beiden Kandidaten mit den meisten Stimmen im ersten Wahlgang | ja durch Gemeinderat (Zweidrittelmehrheit) einzuleiten; Bei Abstimmung Mehrheit und Zustimmungsquorum 30 % der Wahlberechtigten | mindestens 18 Jahre       | Vorsitzender des Gemeinderats                                             |  |
| Sachsen-Anhalt         | hauptamtlich                                                                                              | 7 Jahre                                              | Einzelbewerbung                                                               | absolute Mehrheitswahl                                                     | absolute Mehrheitswahl; Stichwahl: die beiden Kandidaten mit den meisten Stimmen im ersten Wahlgang | ja durch Gemeinderat (Zweidrittelmehrheit) einzuleiten; Bei Abstimmung Mehrheit und Zustimmungsquorum 30 % der Wahlberechtigten | 21–65 Jahre               | Leiter der Verwaltung und Mitglied des Gemeinderats                       |  |
| Schleswig-Holstein     | ehrenamtlich (in der Regel amtsangehörige Gemeinden und Mitgliedsgemeinden von Verwaltungsgemeinschaften) | 5 Jahre (mit dem Turnus der jeweiligen Kommunalwahl) | Einzelbewerbung                                                               | durch Gemeindevertretung (absolute Mehrheitswahl)                          | durch Gemeindevertretung (absolute Mehrheitswahl) | ja durch Gemeindevertretung (Zweidrittelmehrheit) | mindestens 18 Jahre       | Leiter der Verwaltung und Mitglied der Gemeindevertretung                 |  |
| Schleswig-Holstein     | hauptamtlich                                                                                              | 6–8 Jahre (Hauptsatzung)                             | Einzelbewerbung / im Gemeindevertretung vertretene Parteien und Wählergruppen | absolute Mehrheitswahl                                                     | absolute Mehrheitswahl; Stichwahl: die beiden Kandidaten mit den meisten Stimmen im ersten Wahlgang | ja durch Gemeindevertretung (Zweidrittelmehrheit) oder Bürger (Quorum 20 %) einzuleiten; Bei Abstimmung Mehrheit und Zustimmungsquorum 20 % der Wahlberechtigten                                                                             | mindestens 18 Jahre       | Leiter der Verwaltung                                                     |  |
| Thüringen              | ehrenamtlich (weniger als 3000 Einwohner)                                                                 | 6 Jahre                                              | Einzelbewerbung/Parteien Wählergruppen                                        | absolute Mehrheitswahl                                                     | absolute Mehrheitswahl; Stichwahl: die beiden Kandidaten mit den meisten Stimmen im ersten Wahlgang | ja durch Gemeinderat (Zweidrittelmehrheit) einzuleiten; Bei Abstimmung Mehrheit und Zustimmungsquorum 30 % der Wahlberechtigten | mindestens 21 Jahre       | Leiter der Verwaltung und Vorsitzender des Gemeinderats                   |  |
| Thüringen              | hauptamtlich                                                                                              | 6 Jahre                                              | Einzelbewerbung/Parteien Wählergruppen                                        | absolute Mehrheitswahl                                                     | absolute Mehrheitswahl; Stichwahl: die beiden Kandidaten mit den meisten Stimmen im ersten Wahlgang | ja durch Gemeinderat (Zweidrittelmehrheit) einzuleiten; Bei Abstimmung Mehrheit und Zustimmungsquorum 30 % der Wahlberechtigten | 21–65 Jahre               | Leiter der Verwaltung und Vorsitzender des Gemeinderats                   |  |

1. ↑  Alle Bezeichnungen gelten analog für Städte und für andere Gemeindearten, sofern nichts anderes festgestellt wird.
2. ↑  In Anlehnung an Kost/Wehling: Kommunalpolitik in den deutschen Ländern, 2010
3. ↑  Ausnahme ist immer die Trägergemeinde der Verwaltung
4. ↑  Abweichend davon kann über die Hauptsatzung zu Beginn der Amtszeit des Gemeinderats bestimmt werden, dass den Vorsitz ein vom Gemeinderat gewähltes Gemeinderatsmitglied führt. (§ 23 (1) ThürKO)

## Österreich
Der Bürgermeister wird in den meisten Bundesländern direkt (vom Volk) gewählt, in Niederösterreich, der Steiermark und Wien jedoch von den Mitgliedern des Gemeinderates. In Wien ist der Bürgermeister auch Landeshauptmann oder Landeshauptfrau, die Mitglieder des Gemeinderats sind zugleich Abgeordnete des Landtags. Wenn der Bürgermeister nicht direkt gewählt wird, stellt meistens die Mehrheitspartei den Bürgermeister. Dies ist aber von den jeweiligen Mehrheitsverhältnissen im Gemeinderat abhängig.
Der Anteil von Bürgermeisterinnen ist sehr gering: Im Jahr 2021 sind es 9 % Frauen.
Der Bürgermeister ist das geschäftsführende Organ der Gemeinde und sorgt insbesondere für die Ausführung der Beschlüsse des Gemeinderates. Er besorgt die Angelegenheiten des übertragenen Wirkungsbereichs der Gemeinde im Rahmen der Weisungen von Bund und Ländern. Die Gemeindebediensteten sind ihm unterstellt. Er vertritt eine Gemeinde auch nach außen. In Krems und Waidhofen an der Ybbs, dies sind jene Statutarstädte, in denen die Landespolizeidirektion nicht Sicherheitsbehörde I. Instanz ist, ist der Bürgermeister als Bezirksverwaltungsbehörde Sicherheitsbehörde I. Instanz. Der Bürgermeister ist in allen Gemeinden Fundbehörde sowie Meldebehörde. In Gemeinden, die zum Wirkungsbereich einer Landespolizeidirektion gehören, ist der Bürgermeister auch Passbehörde.
Über die Ausführung dieser Funktionen und durch die Nähe des Amtsinhabers zur Bevölkerung kommt es immer wieder zu Streitigkeiten, die auch auf persönlicher Ebene ausgetragen werden. So zeigte eine vom Österreichischen Gemeindebund durchgeführte Studie 2019, dass rund 60 % der Teilnehmer stärkerem Rechtfertigungsdruck ausgesetzt seien und über ein Drittel Drohungen, Beschimpfungen und Verleumdungen ausgesetzt war. In einer anderen Umfrage des Magazins „Kommunal“ gaben rund 42 % der Befragten an, dass sie Erfahrungen mit Einschüchterungsversuchen, Übergriffen, Drohbriefen und Hass-E-Mails bis hin zu tätlichen Angriffen hatten.
Beispielsweise angeführt werden ein Schussattentat (2003, Fohnsdorf), strychninvergiftete Praline (2008, Spitz an der Donau), Säureattentat (2008, Weißkirchen an der Traun), Zusendung toter Tiere (2010, Ansfelden; 2011, Eidenberg), Morddrohungen und andere Angriffe. Die Bereitschaft, das Amt eines Bürgermeisters zu übernehmen, sinkt daher. Bürgermeisterinnen und Bürgermeister pochen über Anpassungen an die Inflation hinaus auf eine bessere Entlohnung.
In jeder Gemeinde gibt es als Vertretung einen, zwei oder drei Vizebürgermeister, je nach Wahlergebnis und Gemeindegröße. In manchen Bundesländern ist vorgesehen, dass für einzelne Ortsteile größerer Gemeinden Ortsvorsteher als Vertreter des Bürgermeisters bestellt werden können. In Wien werden in den 23 Wiener Gemeindebezirken als Bezirksvertretung bezeichnete Bezirksparlamente gewählt, die wiederum jeweils einen Bezirksvorsteher wählen. In Graz werden in den 17 Stadtbezirken als Bezirksräte bezeichnete Bezirksparlamente gewählt, die wiederum jeweils einen Bezirksvorsteher und dessen Stellvertreter wählen.
Nachdem im August 2016 Christian Jachs, der amtierende Bürgermeister von Freistadt, verstarb, musste eine Direktwahl (durch das Volk) – konkret am 4. Dezember 2016 – angesetzt werden, da seit der Wahl, den Gemeinde- und Bürgermeisterwahlen in Oberösterreich im Herbst 2015 noch keine drei Viertel der Legislaturperiode, also vier von sechs Jahren, vergangen waren. Neben der Bundespräsidentenwahl darf eigentlich keine weitere Wahl am selben Tag stattfinden. Für diesen Fall wurde vom Nationalrat eine Ausnahme beschlossen, um den 4. Wahlgang für den BP zugleich mit der Bürgermeisterwahl in Freistadt am 4. Dezember 2016 durchführen zu können.
Ende 2019 haben von den 2096 Gemeinden 177 Bürgermeisterinnen (8,44 %, siehe Frauenanteile in den Bundesländern ab 2015).
Es werde schwieriger, Bürgermeisterinnen und Bürgermeister zu finden.
| Land             | Amtsdauer            | Nominierung durch                           | Wahlverfahren 1. Wahlgang                                                                  | Wahlverfahren 2. Wahlgang | Abwahl | Altersgrenzen       | Stellung                                                                                    |
| ---------------- | -------------------- | ------------------------------------------- | ------------------------------------------------------------------------------------------ | --- | --- | ------------------- | ------------------------------------------------------------------------------------------- |
| Burgenland       | 5 Jahre              | Partei/Wählergruppe fG                      | absolute Mehrheitswahl und Mandatsklausel                                                  | in der Regel absolute Mehrheitswahl; Stichwahl: die beiden Kandidaten mit den meisten Stimmen im ersten Wahlgang (abhängig von Mandatsklausel) | ja durch Gemeinderat (Zweidrittelmehrheit) einzuleiten; bei Abstimmung absolute Mehrheit und Beteiligungsquorum 40 % der Wahlberechtigten | mindestens 18 Jahre | Vorsitzender des Gemeindevorstands, Leiter der Verwaltung und Vorsitzender des Gemeinderats |
| Kärnten          | 6 Jahre              | Partei/Wählergruppe fG                      | in der Regel absolute Mehrheitswahl und Mandatsklausel, damit auch zum Gemeinderat gewählt | in der Regel absolute Mehrheitswahl; Stichwahl: die beiden Kandidaten mit den meisten Stimmen im ersten Wahlgang (abhängig von Mandatsklausel) | ja durch Gemeinderat (Zweidrittelmehrheit) einzuleiten; bei Abstimmung absolute Mehrheit und Beteiligungsquorum 40 % der Wahlberechtigten | mindestens 18 Jahre | Vorsitzender des Gemeindevorstands, Leiter der Verwaltung und Vorsitzender des Gemeinderats |
| Niederösterreich | 5 Jahre              | Gemeinderäte aus ihrer Mitte                | durch Gemeinderat (absolute Mehrheitswahl)                                                 | durch Gemeinderat; Stichwahl: die beiden Kandidaten mit den meisten Stimmen im ersten Wahlgang (absolute Mehrheitswahl)                        | ja destruktives Misstrauensvotum; durch Gemeinderat (2/3-Mehrheit)                                                                        | mindestens 18 Jahre | Vorsitzender des Gemeindevorstands, Leiter der Verwaltung und Vorsitzender des Gemeinderats |
| Oberösterreich   | 6 Jahre              | Partei/Wählergruppe fG                      | in der Regel absolute Mehrheitswahl und Mandatsklausel, damit auch zum Gemeinderat gewählt | in der Regel absolute Mehrheitswahl; Stichwahl: die beiden Kandidaten mit den meisten Stimmen im ersten Wahlgang (abhängig von Mandatsklausel) | ja durch Gemeinderat (Zweidrittelmehrheit) einzuleiten; bei Abstimmung absolute Mehrheit                                                  | mindestens 18 Jahre | Vorsitzender des Gemeindevorstands, Leiter der Verwaltung und Vorsitzender des Gemeinderats |
| Salzburg         | 5 Jahre              | Partei/Wählergruppe fG                      | in der Regel absolute Mehrheitswahl und Mandatsklausel                                     | in der Regel absolute Mehrheitswahl; Stichwahl: die beiden Kandidaten mit den meisten Stimmen im ersten Wahlgang (abhängig von Mandatsklausel) | ja durch Gemeinderat (Zweidrittelmehrheit) einzuleiten; bei Abstimmung Mehrheit                                                           | mindestens 18 Jahre | Vorsitzender des Gemeindevorstands, Leiter der Verwaltung und Vorsitzender des Gemeinderats |
| Steiermark       | 5 Jahre              | in der Regel stärkste Partei im Gemeinderat | durch Gemeinderat (absolute Mehrheitswahl)                                                 | durch Gemeinderat (absolute Mehrheitswahl) | ja destruktives Misstrauensvotum; durch Gemeinderat (absolute Mehrheit) bei Anwesenheit von mindestens 2/3 der Mitglieder                 | mindestens 18 Jahre | Vorsitzender des Gemeindevorstands, Leiter der Verwaltung und Vorsitzender des Gemeinderats |
| Tirol            | 6 Jahre              | Partei/Wählergruppe fG                      | in der Regel absolute Mehrheitswahl und Mandatsklausel                                     | in der Regel absolute Mehrheitswahl; Stichwahl: die beiden Kandidaten mit den meisten Stimmen im ersten Wahlgang (abhängig von Mandatsklausel) | nein | mindestens 18 Jahre | Vorsitzender des Gemeindevorstands, Leiter der Verwaltung und Vorsitzender des Gemeinderats |
| Vorarlberg       | 5 Jahre              | Partei/Wählergruppe fG                      | in der Regel absolute Mehrheitswahl und Mandatsklausel                                     | in der Regel absolute Mehrheitswahl; Stichwahl: die beiden Kandidaten mit den meisten Stimmen im ersten Wahlgang (abhängig von Mandatsklausel) | ja durch Gemeinderat (Zweidrittelmehrheit) einzuleiten; bei Abstimmung absolute Mehrheit und Beteiligungsquorum 40 % der Wahlberechtigten | mindestens 18 Jahre | Vorsitzender des Gemeindevorstands, Leiter der Verwaltung und Vorsitzender des Gemeinderats |
| Wien             | in der Regel 5 Jahre | im Gemeinderat vertretene Parteien          | durch Gemeinderat (absolute Mehrheitswahl)                                                 | durch Gemeinderat (relative Mehrheitswahl) | ja durch Gemeinderat (absolute Mehrheit) bei Anwesenheit von mindestens der Hälfte der Gemeinderatsmitglieder                             | mindestens 18 Jahre | Landeshauptmann                                                                             |

1. ↑  in Anlehnung an Kost/Wehling: Kommunalpolitik in den deutschen Ländern, 2010.
2. ↑  fG: Partei, die auch für die Gemeinderatswahl Kandidaten stellt; der Bürgermeisterkandidat ist Listenkopf.
3. ↑  Mandatsklausel: zugehörige Partei muss mind. 1 Mandat im Gemeinderat nach der Wahl stellen.
4. ↑  Alle Bezeichnungen gelten analog für Statutarstädte.

## Schweiz
In der Schweiz gibt es die Bezeichnung Bürgermeister als Vorsteher einer politischen Gemeinde seit Mitte des 19. Jahrhunderts nicht mehr. Die analoge Bezeichnung ist von der Funktion her (als gewähltes Gemeindeoberhaupt) meist Gemeindepräsident, je nach Ort oder Kanton aber auch Stadtpräsident, Gemeindeammann, Stadtammann, Talammann, Bezirkshauptmann etc., in der Welschschweiz Syndic (VD, FR, VS), Maire (GE, BE, JU) oder Président(e) (NE), in der italienischsprachigen Schweiz (TI) Sindaco oder (GR) Podestà.
Von 1803 bis 1850 wurden die zwei sich als Amtsbürgermeister abwechselnden Räte der Regierung des Kantons Zürich als Bürgermeister bezeichnet.
Der Begriff kommt allerdings da und dort auf der Ebene der Bürgergemeinden vor. So lautet etwa die Amtsbezeichnung des Präsidenten der Bündner Bürgergemeinde Arosa Bürgermeister. Dieser bildet zusammen mit den Bürgerräten die Exekutive der Bürgergemeinde.

## Frankreich
Der vom Gemeinderat (Conseil municipal) aus den eigenen Reihen gewählte Bürgermeister (maire) ist Träger der Exekutivgewalt, vertritt die Gemeinde nach außen und verwaltet das Budget.

## Liechtenstein
In Liechtenstein erfolgt die freie Wahl der Ortsvorsteher und der übrigen Gemeindeorgane durch die Gemeindeversammlung. Nur der Ortsvorsteher im Hauptort Vaduz darf gemäß einem fürstlichen Erlass aus dem 19. Jahrhundert die Bezeichnung Bürgermeister tragen.

## Italien

### Südtirol
Der Bürgermeister (italienisch sindaco, ladinisch Ombolt) wird in der „autonomen Provinz“ Südtirol direkt gewählt. Das Wahlgesetz unterscheidet zwischen Gemeinden mit mehr und weniger als 15.000 Einwohnern: In Ortschaften mit weniger als 15.000 Einwohnern sind prinzipiell alle Gemeinderatskandidaten auch Bürgermeisterkandidaten, sofern sie nicht ausdrücklich darauf verzichten. Gewählt ist der Kandidat mit den meisten Stimmen, eine Stichwahl ist nicht vorgesehen. In den größeren Städten wird ein dafür bestimmter Bürgermeisterkandidat einer Liste oder Koalition gewählt. Erreicht keiner der Kandidaten die absolute Mehrheit, kommt es zu einer Stichwahl.
In Südtirol wird der vorgesehene Stellvertreter des Bürgermeisters Vizebürgermeister genannt und vom Bürgermeister bestellt. In Orten mit mehr als 13.000 Einwohnern und in Orten, in denen dies von der Gemeindesatzung vorgesehen ist, darf der Vizebürgermeister nicht derselben Sprachgruppe wie der Bürgermeister angehören.
Der Bürgermeister ist der Chef der Gemeinderegierung, die je nach Gemeindestatus als Stadtrat oder als Gemeindeausschuss bezeichnet wird. Mitglieder dieses Gremiums sind die Referenten, die in der Vergangenheit italianisierend den Titel Assessoren trugen.
Die Amtsentschädigung wird vom Regionalrat bestimmt und nach mehreren Parametern gewichtet (Einwohnerzahl, Zahl der Fraktionen usw.). Die Bezüge des Vizebürgermeisters und der Referenten sind schließlich nach einem Prozent-Schlüssel an jene des Bürgermeisters gebunden.
In der Provinzhauptstadt Bozen ist er in derselben Zeit auch Bezirksvorsitzender, was einem österreichischen Bezirkshauptmann entspricht.

### Übriges Italien
Im übrigen Italien wird der Bürgermeister sindaco genannt, oder informell primo cittadino ("erster Bürger"). Der Bürgermeister wird alle fünf Jahre von den Einwohnern der Gemeinde gewählt; er darf nicht länger als zwei aufeinander folgende Amtszeiten im Amt sein, außer in Gemeinden mit bis zu 3000 Einwohnern, für die es keine Amtszeitbeschränkung gibt.

## Niederlande

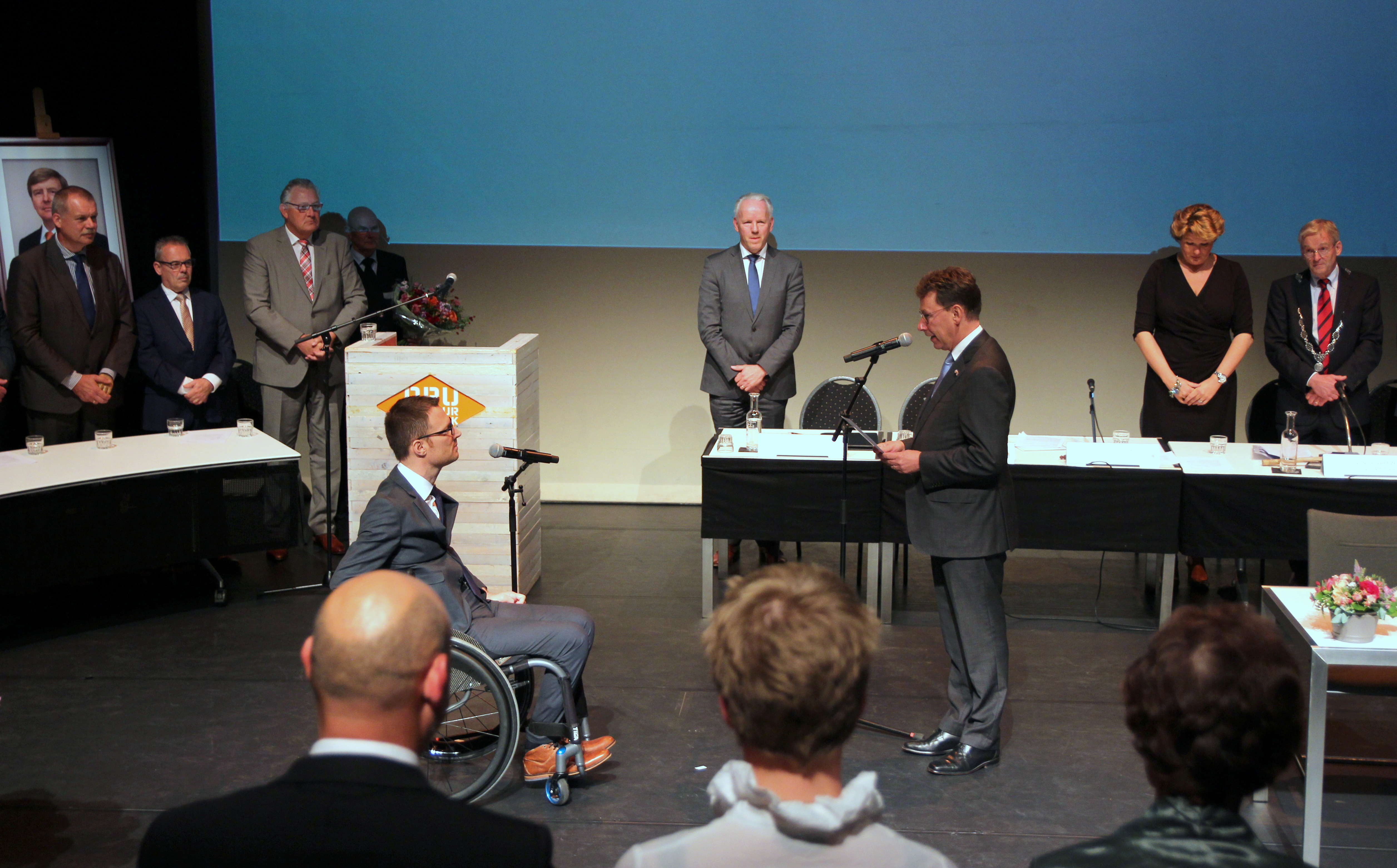
Ernennung eines Bürgermeisters, Gemeinde Oude IJsselstreek, 2016. Vorne rechts der Kommissar des Königs Clemens Cornielje, der den Amtseid vorliest, links der neue Bürgermeister Otwin van Dijk

In den Niederlanden wird der Bürgermeister nicht gewählt, sondern in den großen Städten nach teilweise parteipolitischem Proporz bestimmt; in der Regel geht es jedoch vor allem um die politische Kräfteverteilung vor Ort. Der Bürgermeister bildet zusammen mit den wethouders (wörtlich: ‚Gesetzhalter‘, im Deutschen etwa Schöffen oder Beigeordnete), die vom Gemeinderat gewählt werden, die Regierung der Gemeinde. Man spricht vom college van burgemeester en wethouders, abgekürzt b & w. Außerdem ist der Bürgermeister Vorsitzender des Gemeinderats. Einer der wethouders wird als Stellvertreter des Bürgermeisters zum loco-burgemeester gewählt. Ebenso wie der Bürgermeister dürfen die wethouders nicht dem Gemeinderat angehören, obwohl letztere oft aus dessen Mitte kommen.
Es ist eine Diskussion darüber entstanden, ob der Bürgermeister in Zukunft gewählt werden soll, doch bislang kam es nur zu wenigen Referenden vor Ort (zuletzt 2008). Die Regierung schlägt dabei zwei Kandidaten vor und die Einwohner des Ortes entscheiden per Volksabstimmung. Allerdings gehören die beiden Kandidaten normalerweise derselben Partei an. Vor allem die sozialliberale Partei Democraten 66 setzt sich für die Direktwahl ein. D66-Minister Thom de Graaf war 2005 mit seinem Gesetzentwurf zur Direktwahl sehr weit gekommen, bis die Sozialdemokraten in der Ersten Kammer es doch noch zu Fall brachten. De Graaf trat zurück und wurde 2007 zum Bürgermeister von Nijmegen ernannt.
Einer Umfrage von 2004 zufolge wünschen sich zwei Drittel der Niederländer die Direktwahl, ein Drittel ist dagegen. Dafür ist die Mehrheit der Anhänger jeder einzelnen Partei. Der damalige Gesetzentwurf von De Graaf wurde allerdings von nur 53 % der Befragten begrüßt. Niederländische Gemeinderatsmitglieder, hat eine Umfrage 2010 ergeben, möchten vor allem die heutige Situation behalten: 46 % meinen, dass der Bürgermeister weiterhin von der Krone eingesetzt werden soll, nach Übereinkunft mit dem Gemeinderat. 32 % favorisieren eine formelle Wahl durch den Rat. 5 % wünschen, dass die Mitglieder der Gemeinderegierung den Bürgermeister unter sich wählen, so wie in der nationalen Regierung der Ministerpräsident gewählt wird. Für eine Wahl durch die Bürger sind lediglich 16 % der Gemeinderatsmitglieder.
Typischerweise ist ein niederländischer Bürgermeister ein Jurist oder Verwaltungsexperte, der für sechs Jahre eine Gemeinde leitet und danach eine andere, je nachdem, welche ihm angeboten wird. Der 1944 in Rotterdam geborene Rechtsliberale Ivo Opstelten zum Beispiel begann seine Karriere in der Gemeindeverwaltung von Vlaardingen (1970 bis 1972). Von 1972 bis 1977 war er Bürgermeister von Dalen, dann bis 1980 von Doorn und bis 1987 von Delfzijl. Nach einer Position im Innenministerium wurde er 1992 Bürgermeister von Utrecht und krönte seine Bürgermeisterkarriere mit der zweitgrößten Stadt des Landes, Rotterdam (1999 bis 2008).
Im karibischen Teil der Niederlande heißt die dem Bürgermeister entsprechende Funktion gezaghebber, die dem college van burgemeester en wethouders entsprechende Institution heißt bestuurscollege.

## Rumänien
In Rumänien wird der Bürgermeister (rumänisch: primar) für vier Jahre gewählt und kann beliebig oft für dieses Amt erneut kandidieren.

## San Marino
In San Marino wird der Bürgermeister für fünf Jahre gewählt und kann beliebig oft für dieses Amt erneut kandidieren.

## Ungarn
In Ungarn ist der Bürgermeister (ungarisch: polgármester) der Vorsitzende der örtlichen Vertretungskörperschaft. Er ist verantwortlich für die erfolgreiche und gesetzmäßige Tätigkeit der Selbstverwaltung. Er ernennt die Mitarbeiter des Amtes, leitet die Arbeit des Amtes sowie die Sitzungen der Gemeindevertretung und vertritt die Selbstverwaltung. Der Bürgermeister wird durch direkte Wahlen für vier Jahre gewählt.

## Englischer Sprachraum
In der englischsprachigen Welt gibt es eine direkte Übersetzung von Bürgermeister als „Burgomaster“, jedoch wird das heutige Amt in der Regel als Mayor ins Englische übersetzt, da es den heute üblichen Hauptvertreter der Bürgerschaft dort bezeichnet.

### Vereinigtes Königreich
Mit derselben Wurzel wie Major war der englische Mayor ursprünglich der feudale Bezirksverwalter, die Bürgerschaft von London errang jedoch irgendwann das Recht, den Mayor selbst zu wählen. Dieses Recht verbreitete sich, und im heutigen Sprachgebrauch meint Mayor jeweils den Vorsitzenden des Gemeinderats. In der Regel wird dieser indirekt vom Gemeinderat gewählt. Der Titel Mayor wird auch in Wales und Nordirland gebraucht, aber nicht in Schottland, wo der Titel „Provost“ lautet.

### Vereinigte Staaten
Der Titel „Mayor“ ist auch die übliche Bezeichnung in den USA, dort wird jedoch häufig die Stadtvertretung geteilt: bei der zweigleisigen Stadtvorsteherregierung (council-manager government) gibt es die Ämter des Ratsvorsitzenden und des Verwaltungsdirektors, wobei die Stadtvertretung hauptsächlich in den Händen des letzteren Stadtvorstehers liegt, der nicht dem Stadtrat angehört, aber von diesem ernannt wird. Die Bezeichnung Mayor bzw. Bürgermeister gilt hier dem Ratsvorsitzenden.